# 大田明奈
大田 明奈（おおた あきな、1987年3月4日 - ）は、日本のタレント、元グラビアアイドル、元レースクイーン。旧芸名は青島 あきな（あおしま あきな）。

## 人物
- 宮崎県都城市出身。宮崎県立都城農業高等学校卒業（毎日放送「ジャイケルマクソン」で公表）後大阪へ転出、ワンエイトプロモーションに所属[2]。
- 旧芸名は宮崎県の名所青島に因む。
- 自身のブログで用いている一人称は本名の「明奈」。
- 趣味はバスケット、歌うこと、エステ。
- 特技は日本舞踊。秘書検定3級の資格を持つ。
- 上京した今でも宮崎訛りのイントネーションが強く残っているため、有野晋哉よりつけられたニックネームは「ナマドル（訛りのあるアイドル）」。
- 本人の旧blogより実身長は156センチと発言していた。
- 2007年8月、東国原英夫宮崎県知事（当時）と会食をし、その際「宮崎PR大使」に任命された。本人によるとお互いの実家が近所であり芸能界に入る以前から近所付き合いがあったという。
- 2008年10月、「ジャイケルマクソン」の「前代未聞!ガチンコ公開オーディション!!」で辰巳奈都子・松本亜希・田代さやか・上原美優を破り合格。隔週レギュラーの座を射止めた。福永ちなと小阪由佳の後任として篠田麻里子 (AKB48) [3]と共にセットで出演する。同番組の「109（トーク）まつり」で披露した、宮崎の伝統舞踊「ひょっとこ踊り」が話題となり、一緒に踊ってもらう美女を探す「美女にお願い 幸せのティーリリリ」のコーナーが誕生した。
- 2011年11月5日に腎臓結石粉砕手術（体外衝撃波結石粉砕術）を受けた。(公式ブログより)
- 2013年3月31日をもって、芸名を本名の大田明奈に戻し、グラビアアイドルとしての活動を卒業し、同時に現在所属の事務所を円満退社し、個人事務所を設立し、活動していく事を発表した[4]。
- 2013年4月6日宮崎のローカル番組「マッポス」（テレビ宮崎）に大田明奈として初めてゲスト出演。
- 2013年4月8日出身地の宮崎県都城市で「都城圏域地場産品宣伝大使」の称号を委嘱される。
- 2013年8月3日ひょっとこ踊り発祥の地の宮崎県日向市で「てげてげ！ひょっとこ大使」に認定される。
- 2023年3月1日公式Instagramと公式Twitterで入籍を報告[5]。
- 2023年10月時点では麻布十番の住宅街にあるエステサロン「QREEP」、宮崎のマッサージ店「rakuraku」を経営する[6]。

## 出演番組

### テレビ
- 18ty'z（2006年7月 - 9月 エンタ!371）
- 4-Piece（2006年10月 - 2007年3月 エンタ!371）
- パチンコ・パチスロ研究所 MAXハニー（2007年1月 - 9月 奈良テレビ・三重テレビ・長崎放送）
- Formula Nippon 2007（2007年10月 エンタ!371）レポーター
- P-1ゴールドラッシュ（2008年6月25日 - テレビ大阪）
- Super GT レースクイーン2008（2008年8月 エンタ!371）レポーター
- ジャイケルマクソン（2008年10月15日 - MBSテレビ (毎日放送)）レギュラー
- もしも（2008年10月24日 - 11月14日 フジテレビ）「運任せで生活したら…」被験者
- ゴールドハウス（2009年1月24日 - 2月7日 フジテレビ）
- 歌セラ 第5回「女っつーのは」（2010年、TUY・TBC・HBCほか）
- 花らふる（2011年4月4日 - テレビ大阪）レギュラー
- マッポス（テレビ宮崎）準レギュラー
- 新装開店パーラージャンバリへようこそ！（2014 - 2016 テレビ神奈川）
- カイモノラボ (TBS) 準レギュラー (2017 - 2020)
- ニュース女子 不定期出演 (2019 - )
- 生田衣梨奈のVSゴルフ (テレビ東京、ゴルフチャンネル、群馬テレビ)レギュラー (2018 - )

### インターネットTV
- いちえとあきなのお部屋にお花を。NECBIGLOBEストリーム

### ラジオ
- ゴチャ・まぜっ!金スペ ミニコーナー（2007年4月13日 – 2008年4月4日、MBSラジオ）
- ゴチャ・まぜっ!木曜日（2008年4月17日 - 2009年4月11日、MBSラジオ）

### 舞台・イベント
- 「プレイス 特別版〜海の家借りちゃいました〜」（2011年9月22日-23日、アクアスタジオ）特別出演
- JAPAN EXPO 2018「TOKYO BON / Cool Japan TV」（2018年7月5日・7日、フランス・パリ）

## レースクイーン
- 2005年 鈴鹿1000km マッハクイーンズ
- 2005年 フォーミュラ・ニッポン Kondo Racing ROARクイーン
- 2006年-2007年 スーパー耐久 ゼナドリンレースクイーン
- 同年 レースクイーングランプリ2006 準グランプリ
- 2007年 SUPER GT houzan's cosmos CircutLady
- 同年 東京モーターショー スズキキャンペーンガール

## リリース作品

### DVD
1. あきなの初体験 (2007年3月 Air control KME-024)
2. チャンピオンゴールドセレクション gift〜天が与えたGカップ〜（2007年6月 秋田書店 ENFD-4107）
3. ナマ★ドル てげ～、むじい！（2007年10月19日 イーネット・フロンティア ENFD-5064） [7]
4. チンタオのコイ*ココロ（2008年3月22日 晋遊舎 ISBN 978-4-88380-738-3）[8]
5. OASIS（2008年6月 イーネット・フロンティア ENFD-5086）
6. すっじゃど〜（2008年9月 リバプール LPFD-135）[9]
7. みえちょいよ! 〜全てのチラリズムｗファンへ〜（2009年1月 リバプール）
8. 青島スパーク （2009年3月 アクアハウス）
9. サマー・ドリーム♡ジャンボッ!! （2009年8月29日 晋遊舎）
10. PLEASEx3 ～小悪魔なっちゃん&マンゴー乳青島編 （2009年10月23日 リバプール）辰巳奈都子との共演作
11. 青海 恋島 （2009年11月20日 ラインコミュニケーションズ）
12. Jewel Sweet （2010年3月26日 イーネット・フロンティア）
13. 飛び出すマンゴー乳（2010年10月20日 竹書房）3Dバージョンも同時発売
14. Akee 〜あきぃ〜と呼ばれたい♡〜(2011年8月26日 グラッソ)
15. ABC 〜Akina Best Color〜（2012年3月23日 M.B.D.メディアブランド）

### 写真集
- コイ*ココロ （2008年2月23日 晋遊舎、撮影：佐藤裕之）ISBN 978-4-88380-727-7
- 青島スパーク! （2009年3月26日 アクアハウス、撮影：中山雅文）ISBN 978-4-86046-119-5
- MAYBE BABY （2010年2月26日 講談社、撮影：今村敏彦）ISBN 978-4063528176

## その他
雑誌
- Bejean白娘隊 (GOT)
- ヤングマガジン表紙
- ヤングチャンピオン表紙

映像出演
- LIVE DAM YOUR STORY「制服を着た小悪魔」まどか役